# Мэйсэй Тикара
Мэйсэй Тикара (яп. 明生力, род 24.06.1995, при рождении — Мэйсэй Кавабата) — японский профессиональный сумоист из Сетоути, Кагосима. Он дебютировал в июле 2011 и достиг макуути в июле 2018. Высший ранг — сэкивакэ. Он относится к школе Тацунами-бэя. Мэйсэй использует в качестве сиконы настоящее имя, что необычно для сумоистов подобного уровня.

## Детство
Мэйсэй родился в Сетоути, посёлке на Осима, одном из островов Рюкю. Он начал заниматься сумо в возрасте пяти лет при поддержке отца и других членов семьи. Когда его начальная школа закрыла программу сумо, он вступил в клуб сумо в соседнем городе и в шестом классе выиграл Всеяпонский турнир по сумо для начальных школ. Он перешел в среднюю школу Камогава и участвовал в национальных чемпионатах, но больше не побеждал. Хотя он подумывал о поступлении в старшую школу, он последовал совету отца и бросил учебу в возрасте 15 лет, чтобы продолжить карьеру в профессиональном сумо.

## Карьера

### Ранняя карьера
В 2011 году Мэйсэй присоединился к школе Тацунами-бэя, где его взяв под опеку бывший комусуби Асахиютака. В отличие от большинства начинающих борцов, которые начинают свою карьеру под своей фамилией, он взял свое имя в качестве сиконы. В июле 2011 года, незадолго до своего шестнадцатилетия, он начал профессиональную карьеру и добился четырёх побед в семи боях в дивизионе дзёнокути, что обеспечило ему повышение до дзёнидана. Результат 5:2 в ноябре позволил ему перейти в четвертый дивизион сандаммэ, но в январе 2012 года он выиграл только два матча и вернулся в дзёнидан. Он вернулся в сандаммэ после результата 6:1 в марте 2012 года, а серия катикоси (превышение числа побед над числом поражений) позволила ему перейти в макусита (третий дивизион) в январе 2013 года. Перейдя несколько из сандаммэ в макусита и обратно, он утвердился в высшем дивизионе и начал стабильно двигаться вверх. В сентябре 2016 года при счете 4:3 в ранге 3-го макусита он впервые был переведен во вторую категорию дзюрё. Он вернулся в макусита после результата 5:10 в ноябре, но снова был переведен в дзюрё после двух последовательных катикоси. Благодаря серии хороших результатов он вышел в лидеры второго дивизиона, а в мае 2018 года с результатом 10:5 в дзюрё он был переведен в дивизион макуути.

### Карьера в макуути
В своем первом турнире в высшем дивизионе Мэйсэю было присвоено звание 16-го маэгасира. Его кэсё-маваси с изображением восходящего над морем солнца было вышито Миюки Танакой, среди предыдущих клиентов которой был Тиёнофудзи. Он одержал шесть побед, включая победы над Хокутофудзи и Тиёмару, но вернулся в класс дзюрё. Девять побед в дзюрё 2 позволили ему вернуться в высший дивизион в ноябре 2018 года, когда он добился результата 9:6, включая победы над Тиёмару и Оносё. В январе он имел результат 6:7 на 13 день, но добился катикоси, победив Ёсикадзэ и Оносё в двух последних поединках. В марте 2019 года он выиграл девять из его четырнадцати поединков, включая победу над экс-одзэки Котосёгику на 13-й день. В следующем турнире, впервые достигнув звания 7-го маэгасира, он проиграл первые три боя, но выиграл десять из оставшихся двенадцати матчей, включая победу над Тотиносином. Он достиг звания 2-го маэгасира в ноябре 2019 года.
28 декабря во время тренировки в своей школе Мэйсэй повредил мышцу на левом плече. Он принял участие в турнире января 2020 года, но выбыл на 8 день, одержав единственную победу. Ему не удалось добиться катикоси в марте 2020 года в ранге 17-го маэгасира, и он был понижен до дзюрё. В июле 2020 года он выиграл чемпионат дзюрё, что позволило ему вернуться в макуути. После нескольких хороших выступлений, когда к марту 2021 года он поднялся до 3-го маэгасира, он добился результата 10:5, и получил свой первый специальный приз. В июле 2021 года он дебютировал в санъяку в звании комусуби. Он был первым борцом из школы Тацунами, достигшим этого звания после Томонохана в 1994 году.
На майском турнире 2023 года впервые завоевал «золотую звезду» (кимбоси) — приз за победу над ёкодзуной. 22 мая 2023 он одолел Тэрунофудзи. На турнире в марте 2024 года повторил это достижение.

## Стиль боя
Мэйсэй предпочитает техники ёцу, которые включают захват маваси противника, и хидари-ёцу — левый внутренний захват. Его наиболее распространенный кимаритэ — ёрикири.

## Результаты
| Год в сумо | Январь Хацу басё, Токио    | Март Хару басё, Осака       | Май Нацу басё, Токио        | Июль Нагоя басё, Нагоя           | Сентябрь Аки басё, Токио  | Ноябрь Кюсю басё, Фукуока |
| --- | -------------------------- | --------------------------- | --------------------------- | -------------------------------- | ------------------------- | ------------------------- |
| 2011 | x                          | Отмена басё 0–0–15          | (Маэдзумо)                  | Дзёнокути #2 запада 4–3          | #73 востока 5–2           | #31 востока 5–2           |
| 2012 | Сандаммэ #96 запада 2–5    | #31 востока 6–1             | Сандаммэ #67 запада 5–2     | Сандаммэ #35 запада 4–3          | Сандаммэ #20 запада 4–3   | Сандаммэ #10 востока 4–3  |
| 2013 | Макусита #59 запада 4–3    | Макусита #51 востока 3–4    | Сандаммэ #9 востока 4–3     | Макусита #59 запада 3–4          | Сандаммэ #11 запада 4–3   | Макусита #60 запада 3–4   |
| 2014 | Сандаммэ #8 востока 4–3    | Макусита #58 запада 3–4     | Сандаммэ #14 востока 6–1    | Макусита #37 востока 6–1         | Макусита #16 востока 4–3  | Макусита #13 запада 3–4   |
| 2015 | Макусита #18 запада 5–2    | Макусита #11 востока 4–3    | Макусита #8 запада 4–3      | Макусита #7 востока 2–5          | Макусита #19 запада 5–2   | Макусита #9 востока 3–4   |
| 2016 | Макусита #17 запада 3–4    | Макусита #23 запада 5–2     | Макусита #12 запада 5–2     | Макусита #5 востока 4–3          | Макусита #3 востока 4–3   | Дзюрё #14 запада 5–10     |
| 2017 | Макусита #6 востока 4–3    | Макусита #3 запада 5–2      | Дзюрё #14 востока 9–6       | Дзюрё #11 запада 9–6             | Дзюрё #8 запада 9–6       | Дзюрё #4 востока 7–8      |
| 2018 | Дзюрё #4 запада 8–7        | Дзюрё #3 востока 7–8        | Дзюрё #4 востока 10–5       | Маэгасира #16 запада 6–9         | Дзюрё #2 востока 9–6      | Маэгасира #15 запада 9–6  |
| 2019 | Маэгасира #12 запада 8–7   | Маэгасира #11 запада 9–6    | Маэгасира #7 запада 10–5    | Маэгасира #4 востока 4–11        | Маэгасира #10 запада 10–5 | Маэгасира #2 запада 6–9   |
| 2020 | Маэгасира #5 востока 1–7–7 | Маэгасира #17 востока 7–8   | Отмена басё 0–0–15          | Дзюрё #1 востока 10–5–PP Чемпион | Маэгасира #13 востока 9–6 | Маэгасира #10 запада 9–6  |
| 2021 | Маэгасира #7 востока 8–7   | Маэгасира #3 востока 10–5 Д | Маэгасира #2 востока 8–7    | Комусуби запада 8–7              | Сэкивакэ запада 8–7       | Сэкивакэ запада 7–8       |
| 2022 | Комусуби востока 5–10      | Маэгасира #3 запада 1–14    | Маэгасира #13 запада 8–7    | Маэгасира #10 запада 9–6         | Маэгасира #2 запада 8–7   | Маэгасира #2 востока 9–6  |
| 2023 | Комусуби #2 востока 5–10   | Маэгасира #4 запада 5–10    | Маэгасира #6 востока 8–7 В★ | Маэгасира #3 запада 8–7          | Маэгасира #1 запада 7–8   | Маэгасира #2 запада 4–11  |
| 2024 | Маэгасира #9 запада 9–6    | Маэгасира #2 запада 6–9 ★   | Маэгасира #5 запада 10–5    | Маэгасира #1 востока 4–11        | Маэгасира #6 востока 5–10 | Маэгасира #11 запада 8–7  |
| 2025 | Маэгасира #10 запада 6–9   | Маэгасира #11 запада 9–6    | Маэгасира #10 востока 9–6   | Маэгасира #5 запада 3–12         | Ещё не состоялся          | Ещё не состоялся          |
| Результат приведен как победил-проиграл-снялся Юсё (победа) Дзюнъюсё (второе место) Интай (отставка) Не выступал в макуути Специальные призы: Д=За боевой дух (Канто-сё); В=За выдающееся выступление (Сюкун-сё); Т=За техническое совершество (Гино-сё) Ещё показаны: ★=Кимбоси; P=Участие в дополнительном финале Лиги: Макуути — Дзюрё — Макусита — Сандаммэ — Дзёнидан — Дзёнокути Ранги макуути: Ёкодзуна — Одзэки — Сэкивакэ — Комусуби — Маэгасира |                            |                             |                             |                                  |                           |                           |